# نقاره خانه فسا
نقاره خانه فسا مربوط به اواخر دوره قاجار - اوایل دوره پهلوی است و در فسا، خیابان امام خمینی، بازار شمالی مقابل بانک سپه، جنب بانک ملت واقع شده و این اثر در تاریخ ۲۸ شهریور ۱۳۸۶ با شمارهٔ ثبت ۱۹۷۰۶ به‌عنوان یکی از آثار ملی ایران به ثبت رسیده است.